# Penitenziario di Iron Heights
Il penitenziario di Iron Heights è un edificio immaginario, una prigione di massima sicurezza che ospita molti nemici di Flash e criminali metaumani di Keystone City e Central City quando vengono catturati. Iron Heights comparve per la prima volta in Flash: Iron Heights (2001). Compare anche nella serie televisiva Arrow, ispirata sempre all'universo DC Comics

## Storia
Situato a circa tre miglia a nord di Keystone City, il penitenziario di Iron Heights è noto per la brutalità e la violenza dei trattamenti utilizzati sui prigionieri. Sotto l'autorità dello spietato Guardiano Gregory Wolfe, un ex querelante di St. Louis, Iron Heights divenne un "buco d'inferno" vivente per i prigionieri. Avendo un odio personale per i super criminali, Wolfe istituì un sistema di bloccaggio all'interno dell'edificio, e diede ordine ai guardiani di sparare a vista ai criminali che avessero tentato l'evasione o che fossero stati sorpresi al di fuori dell'istituto. In più, i criminali venivano picchiati quotidianamente. Oltre a ciò, Wolfe aveva l'abilità metaumana di aumentare la propria massa muscolare, cosa che utilizzò sui prigionieri, sulle guardie e anche su Flash.
I prigionieri metaumani e i super criminali venivano internati in un'area chiamata "la Conduttura". La Conduttura era una cantina umida e buia di Iron Heights dove i prigionieri venivano costretti a vivere in condizioni disumane con poco cibo ed acqua. Come regola della prigione, i prigionieri dovevano indossare costantemente i propri costumi, così che le guardie avrebbero potuto identificarli immediatamente.
Le guardie avevano l'ordine di sparare ad ogni "maschera" notata al di fuori della Conduttura.
Nonostante le dure condizioni e i guardiani senza scrupoli, ci furono comunque delle evasioni da Iron Heights. Ci fu una rivolta quando venne rilasciato un virus da Murmur con l'aiuto di Blacksmith. Il virus finì per uccidere numerose guardie e criminali, così che Murmur e altri criminali (il Mago del Tempo e Girder) poterono evadere dalla Conduttura. Anche Gorilla Grodd evase quando i gorilla sotto controllo mentale lo liberarono dalla sua cella.
Gli Outsiders irruppero ad Iron Heights al fine di salvare Black Lightning. Nulla andò come previsto e i criminali poterono riutilizzare i propri poteri nuovamente. Ci fu una rivolta di massa e Wolfe con le sue guardie tentarono di abbattere i prigionieri uno per uno. Quando Wolfe tentò di agguantare gli Outsiders, Shift rilasciò del gas nell'aria per contrattaccarlo. Come risultato, Wolfe ebbe un crollo e aumentò l'intensità dei suoi muscoli. Nel fare ciò, uccise 44 persone, escludendo gli Outsiders, che furono protetti da Shift.
Durante gli eventi di La notte più profonda, Iron Heights divenne un campo di battaglia utilizzato dai Nemici e i loro avversari morti rianimati come Lanterne Nere.

## Carcerati
Qui di seguito vi è la lista dei carcerati conosciuti di Iron Heights:
- Blacksmith
- Cicada
- Dottor Alchemy
- Double Down
- Fallout
- Girder
- Gorilla Grodd
- Peek-a-Boo
- Pifferaio
- Tar Pit

## Altri media
Iron Heights comparve nella serie animata Batman: The Brave and the Bold. Alcuni dei prigionieri erano Gorilla Grodd, Black Manta, il Re degli Orologi, False-Face, Felix Faust, Kite Man, il Cappellaio Matto, Major Disaster, Jarvis Kord, Tick e Tock, e numerosi personaggi della serie televisiva Batman degli anni sessanta (Arciere, Vedova Nera, Bookworm, Luoie the Lilac, Egghead, Re Tut, Ma Parker, Shame e Siren).
Appare anche in Batman: Arkham Knight nel DLC L'era dell'Infamia, dove il dirigibile a causa di un guasto precipitò nella Baia di Gotham. Fra i detenuti era presente Killer Croc, che riuscì a fuggire dalla sua cella e a catturare il direttore del dirigibile, Ranken, per vendicarsi del terribile trattamento ricevuto durante la sua permanenza nel penitenziario, dove veniva usato da cavia da laboratorio per eseguire esperimenti umani su altri detenuti utilizzando il suo DNA per cercare di riprodurre la sua capacità rigenerativa. Dopo aver sconfitto Killer Croc e gli altri detenuti, Batman e Robin arresteranno Croc e il direttore Ranken e rinchiusi nel commissariato per i crimini commessi contro i detenuti.